# 8905 Bankakuko
8905 Bankakuko este un asteroid din centura principală, descoperit pe 16 noiembrie 1995, de Takao Kobayashi.